# Стара Марча
Стара Марча је насељено место у општини Клоштар Иванић, Хрватска. До нове територијалне организације у Хрватској, налазило се у саставу бивше велике општине Иванић Град.

## Становништво
| Националност       | 1991.        |
| Хрвати             | 130 (98,48%) |
| Срби               | 0            |
| Југословени        | 0            |
| остали и непознато | 2 (1,51%)    |
| Укупно             | 132          |